# 안젤로 솔리메나
안젤로 솔리메나(Angelo Solimena, 1629년 11월 17일 ~ 1716년 2월)는 이탈리의 화가이다. 프란체스코 솔리메나의 아버지로 더 잘 알려져있다. 프란체스코 과리니(Francesco Guarino)에게서 수학하였다.

## 같이 보기
- 프란체스코 솔리메나
- 프란체스코 과리니